# Loïc Négo
Loïc Négo (* 15. ledna 1991) je maďarský profesionální fotbalista, který hraje na pozici pravého obránce za francouzský klub Le Havre AC. Narodil se ve Francii, ale hraje za maďarský národní tým.

## Klubová kariéra
Dne 18. června 2008 podepsal svou první profesionální smlouvu s FC Nantes do června 2011. Svůj profesionální debut si odbyl 14. května 2010 v ligovém zápase proti Caen, kde nastoupil jako náhradník v poločase při porážce 1:3.
Négo se připojil k AS Řím na základě pětileté smlouvy po skončení Mistrovství světa ve fotbale do 20 let 2011.

### Charlton Athletic
Dne 29. ledna 2014 podepsal smlouvu na tři a půl roku s týmem Championship Charlton Athletic za nezveřejněnou částku před zápasem proti Wiganu Athletic, kdy debutoval v lize.
V srpnu 2014 se Négo vrátil do Újpestu na sezónní hostování.

### Fehérvár
Dne 31. srpna 2015 se Négo připojil k Fehérváru FC.
V sezoně 2017/18 vyhrál s Fehérvárem Nemzeti bajnokság I.
V sezóně 2021/22 vstřelil svůj první gól při remíze 1:1 s MTK Budapešť na stadionu Hidegkuti Nándor a svůj druhý gól vstřelil 30. dubna 2022 při vítězství 3:0 nad Debreceni VSC na Nagyerdei Stadionu.
V sezóně 2022/23 vstřelil 31. srpna 2022 jeden gól proti Kecskeméti TE.

### Le Havre
Dne 23. června 2023 podepsal smlouvu s Le Havre.

## Reprezentační kariéra

### Francie
Négo se narodil ve Francii a je guadeloupského původu. Je francouzským mládežnickým reprezentantem a reprezentoval svou zemi na všech mládežnických úrovních, do kterých byl způsobilý. Négo byl součástí týmu, který v roce 2010 vyhrál Mistrovství Evropy ve fotbale hráčů do 19 let na domácí půdě.

### Maďarsko
V únoru 2019 získal maďarské občanství, přestože maďarsky nemluví. Dne 8. října 2020 debutoval za maďarskou reprezentaci proti Bulharsku v play-off o Mistrovství Evropy ve fotbale 2020. Dne 12. listopadu 2020 vstřelil svůj první gól za Maďarsko proti Islandu v play-off kvalifikace na Mistrovství Evropy ve fotbale 2020 v Puskás Aréně. Pouhé dvě minuty po jeho gólu vstřelil Dominik Szoboszlai další gól a umožnil Maďarsku ujmout se vedení, vyhrát 2:1 a kvalifikovat se na závěrečný turnaj.
Dne 1. června 2021 byl Négo zařazen do konečného 26členného týmu, který měl reprezentovat Maďarsko na přeloženém turnaji Mistrovství Evropy ve fotbale 2020. V úvodním zápase týmu proti Portugalsku nastoupil jako náhradník v 65. minutě místo Andráse Schäfera. Poté si zahrál i v druhém zápase proti své rodné zemi Francii a ve třetím zápase proti Německu.
Dne 14. května 2024 byl Négo jmenován do maďarského týmu pro Mistrovství Evropy ve fotbale 2024. Byl nevyužitým náhradníkem ve všech třech zápasech týmu a Maďarsko skončilo třetí ve skupině A.

## Osobní život
Négo se spolu se svými týmovými kolegy z Fehérváru zúčastnil sbírky pro čtrnáctiletého Bendegúze Máté Horvátha, kterému byl diagnostikován nádor na mozku.
V rozhovoru pro Nemzeti Sport o svém rozhodnutí hrát za Maďarsko Négo uvedl, že Francie je "jeho domovskou zemí, zatímco Maďarsko je jeho domovem".
Maďarští fotbaloví fanoušci dali Négovi maďarskou přezdívku "Lajos", která se blíží jeho křestnímu jménu Loïc.

## Statistiky

### Klubové
Platí k zápasu hranému 17. května 2025.
| Klub                        | Sezóna            | Liga               | Liga   | Liga | Národní pohár | Národní pohár | Ligový pohár | Ligový pohár | Kontinentální | Kontinentální | Celkově | Celkově |
| Klub                        | Sezóna            | Soutěž             | Zápasy | Góly | Zápasy        | Góly          | Zápasy       | Góly         | Zápasy        | Góly          | Zápasy  | Góly    |
| --------------------------- | ----------------- | ------------------ | ------ | ---- | ------------- | ------------- | ------------ | ------------ | ------------- | ------------- | ------- | ------- |
| Nantes                      | 2009/10           | Ligue 2            | 1      | 0    | 0             | 0             | –            | –            | –             | –             | 1       | 0       |
| Nantes                      | 2010/11           | Ligue 2            | 12     | 0    | 4             | 1             | –            | –            | –             | –             | 16      | 1       |
| Nantes                      | Celkově           | Celkově            | 13     | 0    | 4             | 1             | –            | –            | –             | –             | 17      | 1       |
| AS Řím                      | 2011/12           | Serie A            | 0      | 0    | 0             | 0             | 0            | 0            | 0             | 0             | 0       | 0       |
| AS Řím                      | 2012/13           | Serie A            | 0      | 0    | 0             | 0             | 0            | 0            | –             | –             | 0       | 0       |
| AS Řím                      | Celkově           | Celkově            | 0      | 0    | 0             | 0             | 0            | 0            | 0             | 0             | 0       | 0       |
| Standard Lutych (hostování) | 2012/13           | Jupiler Pro League | 2      | 0    | 0             | 0             | –            | –            | –             | –             | 2       | 0       |
| Újpest                      | 2013/14           | NB I               | 4      | 1    | 2             | 0             | 3            | 0            | –             | –             | 9       | 1       |
| Újpest                      | 2014/15           | NB I               | 23     | 2    | 7             | 1             | 7            | 0            | –             | –             | 37      | 3       |
| Újpest                      | Celkově           | Celkově            | 27     | 3    | 9             | 1             | 10           | 0            | –             | –             | 46      | 4       |
| Charlton Athletic           | 2013/14           | Championship       | 1      | 0    | 0             | 0             | 0            | 0            | –             | –             | 1       | 0       |
| Charlton Athletic           | 2014/15           | Championship       | 0      | 0    | 0             | 0             | 0            | 0            | –             | –             | 0       | 0       |
| Charlton Athletic           | Celkově           | Celkově            | 1      | 0    | 0             | 0             | 0            | 0            | –             | –             | 1       | 0       |
| Fehérvár                    | 2015/16           | NB I               | 26     | 6    | 3             | 0             | –            | –            | –             | –             | 29      | 6       |
| Fehérvár                    | 2016/17           | NB I               | 32     | 2    | 3             | 0             | –            | –            | 5             | 0             | 40      | 2       |
| Fehérvár                    | 2017/18           | NB I               | 31     | 6    | 3             | 0             | –            | –            | 8             | 0             | 42      | 6       |
| Fehérvár                    | 2018/19           | NB I               | 33     | 5    | 10            | 1             | –            | –            | 14            | 3             | 57      | 9       |
| Fehérvár                    | 2019/20           | NB I               | 26     | 3    | 7             | 0             | –            | –            | 4             | 3             | 37      | 6       |
| Fehérvár                    | 2020/21           | NB I               | 28     | 6    | 5             | 0             | –            | –            | 4             | 0             | 37      | 6       |
| Fehérvár                    | 2021/22           | NB I               | 30     | 2    | 4             | 1             | –            | –            | 2             | 0             | 36      | 3       |
| Fehérvár                    | 2022/23           | NB I               | 26     | 1    | 1             | 0             | –            | –            | 6             | 0             | 33      | 1       |
| Fehérvár                    | Celkově           | Celkově            | 232    | 31   | 36            | 2             | –            | –            | 43            | 6             | 311     | 39      |
| Le Havre                    | 2023/24           | Ligue 1            | 28     | 0    | 3             | 0             | –            | –            | –             | –             | 31      | 0       |
| Le Havre                    | 2024/25           | Ligue 1            | 31     | 0    | 1             | 0             | –            | –            | –             | –             | 32      | 0       |
| Celkově v kariéře           | Celkově v kariéře | Celkově v kariéře  | 334    | 34   | 53            | 4             | 10           | 0            | 43            | 6             | 440     | 44      |

### Reprezentační
Platí k zápasu hranému 10. června 2025.
| Národní tým | Rok     | Zápasy | Góly |
| ----------- | ------- | ------ | ---- |
| Maďarsko    | 2020    | 6      | 1    |
| Maďarsko    | 2021    | 12     | 1    |
| Maďarsko    | 2022    | 8      | 0    |
| Maďarsko    | 2023    | 7      | 0    |
| Maďarsko    | 2024    | 6      | 0    |
| Maďarsko    | 2025    | 3      | 0    |
| Celkově     | Celkově | 42     | 2    |

#### Reprezentační góly
Skóre a výsledky Maďarska jsou vždy zapsány jako první. Góly Loïca Néga jsou zvýrazněny.
| Gól | Datum              | Místo                                      | Soupeř  | Zápas | Skóre | Výsledek | Soutěž                                            |
| --- | ------------------ | ------------------------------------------ | ------- | ----- | ----- | -------- | ------------------------------------------------- |
| 1.  | 12. listopadu 2020 | Puskás Aréna, Budapešť, Maďarsko           | Island  | 4.    | 1:1   | 2:1      | Kvalifikace na Mistrovství Evropy ve fotbale 2020 |
| 2.  | 31. března 2021    | Estadi Nacional, Andorra la Vella, Andorra | Andorra | 9.    | 4:0   | 4:1      | Kvalifikace na Mistrovství světa ve fotbale 2022  |

## Úspěchy
Újpest
- Magyar Kupa: 2013/14
- Szuperkupa: 2014

Fehérvár
- Nemzeti Bajnokság I: 2017/18
- Magyar Kupa: 2018/19; poražený finalista: 2020/21

Francie U19
- Mistrovství Evropy ve fotbale hráčů do 19 let: 2010